# Тапавица, Момчило
Момчило Тапавица (венг. Tapavicza Momcsilló, серб. Момчило Тапавица; 14 октября 1872, Надаль, Австро-Венгрия — 10 января 1949, Пула, ФНРЮ) — венгерский (сербский по национальности) борец, теннисист и тяжелоатлет, бронзовый призёр летних Олимпийских игр 1896.

## Спортивная карьера
Основным амплуа Тапавицы был теннис. Участвуя в одиночном турнире, сначала он в первом раунде обыграл грека Д. Франгопулоса. В четвертьфинале у него не было соперников, и он сразу проходил в полуфинал, где встретился с другим греком Дионисиосом Касдаглисом, которому проиграл. Матча за третье место не было, и он вместе с греком Константиносом Паспатисом получил бронзовую медаль. Тапавица не участвовал в парном турнире.
Также он участвовал в тяжелоатлетических соревнованиях, в толчке двумя руками. С его результатом в 80 кг он занял последнее место из шести. Кроме того, он участвовал в борцовом состязании, однако в первом же раунде проиграл греку Стефаносу Христопулосу.

## После карьеры спортсмена
По окончании спортивной карьеры Тапавица занялся архитектурой, уехав в 1908 году в Подгорицу. В годы Первой мировой войны он проживал в Марокко, позднее вернулся в Нови-Сад. Тапавица является автором проектов таких зданий, как здание Матицы сербской в Нови-Саде, здания посольства Германии и Национального банка в Цетине.